# Rijkswacht

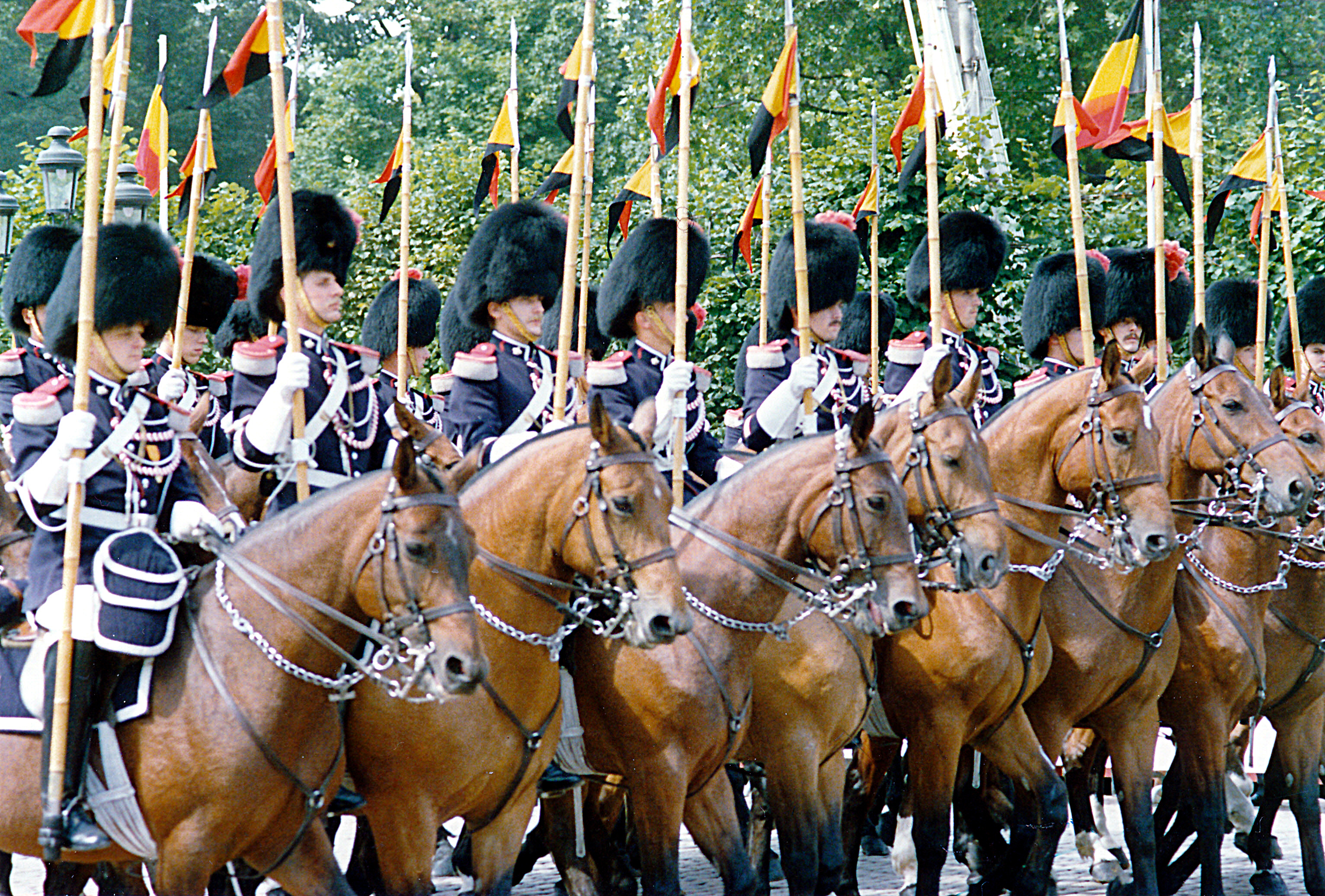
De koninklijke escorte te paard paradeert voor de koninklijke tribune tijdens de parade van troepen, Place des Palais op 21 juli 1989 te Brussel.

De Rijkswacht (Frans: Gendarmerie) was tot 1 april 2001 een landelijke (of later: federale), op militaire leest gestoelde, politiedienst van het Koninkrijk België. Op die datum zijn de centrale diensten van de Rijkswacht samengegaan met de gerechtelijke politie bij de parketten op federaal niveau. Op lokaal niveau zijn de territoriale brigades van de Rijkswacht samengegaan met de korpsen van de gemeentepolitie.

## Kort overzicht
De Rijkswacht is ontstaan uit de 1796 opgerichte Franse Gendarmerie Nationale, toen het huidige België deel uitmaakte van Frankrijk.
Van oorsprong was de Rijkswacht een militair korps. Vanwege zijn speciale status viel hij lange tijd onder de ministeries van Landsverdediging, Justitie en Binnenlandse Zaken. Op 1 januari 1992 werd de Rijkswacht gedemilitariseerd en onder het politieke gezag van de ministers van Binnenlandse Zaken en Justitie gesteld.
De mening over de Rijkswacht in de bevolking was zeer verdeeld. Sommigen loofden de discipline, kwaliteit van de opleiding en neutraliteit van het korps. Voor anderen had de Rijkswacht een slechte naam door de corruptie van een klein deel van het personeel (waarbij ook het hogere kader), door sympathieën voor rechts-extremisme bij enkele (oud-) rijkswachters en door de (soms) neerbuigende houding tegenover niet-rijkswachters.
De Rijkswacht heeft belangrijke imagoschade opgelopen door de haar gedeeltelijk toegewezen verantwoordelijkheid voor het aanvankelijk gerechtelijk falen in de zaak-Dutroux.
Met het Octopusakkoord van 1998 werd besloten het Belgische politielandschap grondig te hervormen, en de Rijkswacht, de gemeentepolitie en de gerechtelijke politie te fuseren tot een geïntegreerde politiedienst gestructureerd op twee niveaus (lokale en federale politie). Deze geïntegreerde politiedienst ging op 1 april 2001 van start.
Aan het eind van het bestaan werkten er 16.000 à 17.000 mensen en was de Rijkswacht verdeeld in 31 districten met in totaal 427 brigades.

## Geschiedenis

### Ontstaan tijdens het Franse tijdperk (1795-1815)
Toen in 1795 de gebieden die nu België vormen bij Frankrijk werden ingelijfd, kreeg brigadegeneraal Wirion, toen commandant van de Gendarmerie Nationale bij het leger van Samber en Maas, vanuit Parijs de opdracht de Gendarmerie met nieuwe divisies voor het Belgische grondgebied uit te breiden.
De Gendarmerie Nationale was door de Franse wet van 16 februari 1791 opgericht. Ze volgde de Maréchaussée op, een soort militaire politie, toegevoegd aan de verschillende legereenheden, die ook burgerlijke en gerechtelijke opdrachten had. De voornaamste kenmerken van de Gendarmerie waren
- de eenvormige, centrale en militaire structuur van het korps,
- de afhankelijkheid van de centrale overheid
- de verspreiding over het hele grondgebied als een netwerk van territoriale eenheden
- de opdrachten van burgerlijk-administratieve en juridische aard naast de opdrachten van militaire politie.

De door generaal Wirion uitgewerkte organisatie werd op 10 juli 1796 per decreet goedgekeurd. Hiermee kreeg het Belgische gebied voor het eerst een centrale, verenigde en gecoördineerde politie.
Tijdens het ancien régime was de dienst van de Marechaussee geregeld door verschillende wetten en besluiten. Op 17 april 1798 kondigde de Franse overheid een nieuwe wet op de Gendarmerie Nationale af, die alle dan bestaande wet- en regelgeving tot een geheel verwerkte en de opdrachten, functies, organisatie, de inwendige orde en de tucht regelde. De basisprincipes van deze wet zullen gedurende bijna 160 jaar, over de verschillende regimes heen, van toepassing blijven, en hebben zo het karakter van de Belgische Rijkswacht bepaald.

### Onder het Verenigd Koninkrijk der Nederlanden (1814-1830)
Na de definitieve nederlaag van Frankrijk onder Napoleon werd de Europese kaart hertekend. De Zuidelijke en Noordelijke Nederlanden werden herenigd. Op 26 december 1814 keurde Willem I der Nederlanden, vorst van de Nederlanden, een nieuw ontwerp op de organisatie van de Marechaussee goed. De benaming Gendarmerie verdween, maar de fundamenten van de Franse organisatie bleven behouden. Ook het “Reglement op de politie, de discipline en de dienst der Marechaussee” van 30 januari 1815, dat tot 1957 van toepassing zal blijven op de Belgische Rijkswacht, nam de Franse wet van 1798 grotendeels over.

### Ontstaan van de Belgische Gendarmerie Nationale
Onmiddellijk na de Belgische Revolutie van augustus en september 1830 begon het nieuwe regime (26 september 1830) met de organisatie van de Belgische staat. Op 26 december 1830 werd er een wet aangenomen die de organisatie en werking van nationale politiedienst regelde. Passend in de algemene anti-Nederlandse en pro-Franse sfeer werd de dienst weer tot "Gendarmerie Nationale" omgedoopt. Wel werd bepaald dat de bestaande wetgeving van toepassing bleef: de gendarmen voerden hun opdrachten uit volgens de vroegere voorschriften.

### De periode tot 1914

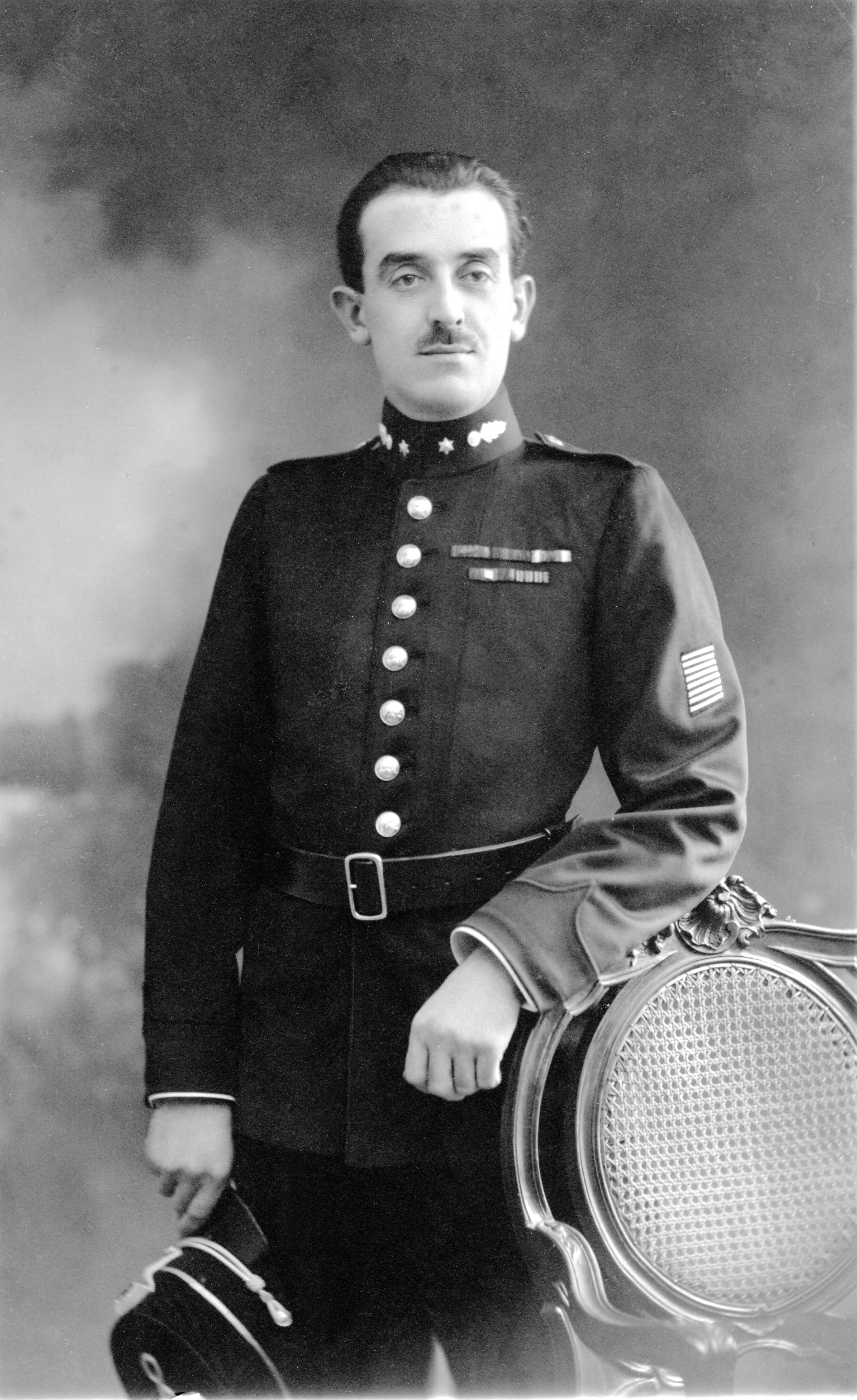
Een Adjudant onderscheiden voor zijn staat van dienst en zijn deelname aan het front tijdens de Eerste Wereldoorlog.

Tijdens de volgende decennia onderging de Rijkswacht verschillende kleine evoluties en aanpassingen. Haar fundamenteel karakter bleef echter behouden. Zo werd er in 1863 een “Depot d'instruction” opgericht waar de rekruten een gecentraliseerde opleiding kregen. Later zou dit "onderrichtsdepot" uitgroeien tot de Koninklijke Rijkswachtschool. In 1913 werden er mobiele groepen gevormd. Deze moesten een nationale reserve vormen die in geval van noodzaak snel ingezet kon worden. Zij moest de inzet van de marspelotons (die gevormd werden door het wegtrekken van gendarmes uit hun eigen eenheid om ze op een andere plaats in te zetten) verminderen, en zo de normale werking van de territoriale eenheden in stand houden.

### Wereldoorlog I
Als deel van de militaire organisatie leverde de Gendarmerie een belangrijke bijdrage bij de voorbereiding van de aankomende oorlog. Het verzamelen van inlichtingen, het verdelen van marsbevelen ter oproeping van de gemobiliseerde dienstplichtigen, het medewerken aan opeisingen behoorden tot de 'normale' taken tijdens de mobilisatie.

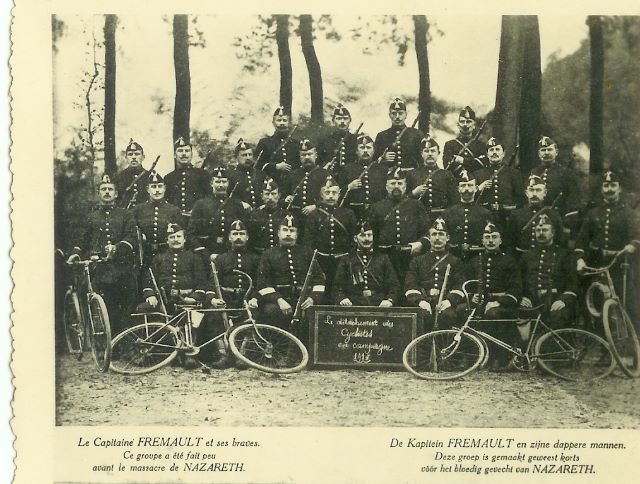
Groep rijkswachters onder leiding van kapitein Camiel Fremault, die een belangrijke rol speelden in de Slag van de Edemolen op 7 oktober 1914 tijdens de Eerste Wereldoorlog

Tijdens de oorlog zelf voerden de rijkswachters belangrijke taken uit: zij verzorgden het geleide van de koning, de militaire opperbevelhebber, de bewaking van het Groot Hoofdkwartier, en ze namen deel aan de verdediging van vestingen. Vele rijkswachters sneuvelden tijdens militaire acties.

### Het interbellum
Na de wapenstilstand van 1918 hervatte de Gendarmerie haar dienst in het gehele land. Er volgde een periode van relatieve rust, die zou duren tot aan de grote socio-economische crisis van de jaren dertig.
De sociale spanningen en de economische ineenstorting zorgden voor woelige tijden. Net als andere landen werd België geconfronteerd met stakingen, betogingen en andere vormen van sociale onrust. De opdracht van de Gendarmerie, het handhaven van de openbare orde en het doen naleven van de wetten, plaatste de rijkswachters vaak direct tegenover grote delen van de bevolking, die in de Gendarmerie soms de verpersoonlijking zagen van datgene wat ze op sociaal gebied bevochten. Nadat midden de jaren dertig de rust terugkeerde, werd de Rijkswacht gereorganiseerd. In het bijzonder werden de mobiele eenheden versterkt om sneller en flexibeler op grote openbare manifestaties te kunnen reageren.

### Wereldoorlog II
Bij het uitbreken van de Tweede Wereldoorlog voerde de gendarmerie weer de taken uit die haar in deze situatie opgelegd waren: meewerken aan de mobilisatie en bijdragen tot de binnenlandse verdediging van het grondgebied. Zo'n 2400 rijkswachters werden uit de brigades gelicht en gebruikt om twee zogenaamde Lichte Regimenten op te richten. Deze beide eenheden zullen actief zijn bij de rest van het leger tijdens de Achttiendaagse Veldtocht. De tekorten in de brigades werden opgevuld door gedeeltelijke mobilisatie van de Aanvullende Rijkswacht.
De vijandelijkheden waren snel voorbij, België capituleerde, en de Rijkswacht werd verplicht om met de bezetter samen te werken. De bezetter ontdoet de Rijkswacht van haar militaire karakter. In juni 1940 instrueerde de commandant van de Rijkswacht zijn organisatie dat de Rijkswacht zich onder de bezetter uitsluitend zal bezighouden met de uitvoering van burgerlijke en gerechtelijke taken. Bijzondere aandacht moest besteed worden aan het herstel van het wegverkeer.
De betrekkingen met de bezetter waren gebaseerd op de strikte en exclusieve toepassing van de Belgische wetgeving. Derhalve werkten de rijkswachters niet mee aan de opsporing en arrestatie van joodse burgers, de opvordering voor de verplichte arbeidsdienst en het aanhouden van dienstweigeraars of het aanhouden van communisten. Integendeel, vele rijkswachters boden hulp aan de verzetsstrijders of namen actief deel aan het verzet.
Deze attitude ging niet ongemerkt aan de Duitse autoriteiten voorbij, en in 1942 greep de bezetter in. Het commando van de Rijkswacht werd uiteindelijk verplicht “die elementen te verwijderen die in plaats voor de openbare orde voor wanorde, ongehoorzaamheid en onveiligheid zorgen.” Een groot aantal gendarmes werd uit hun functie ontslagen, maar de geest van verzet bleef in het korps leven.

### 1945-1991

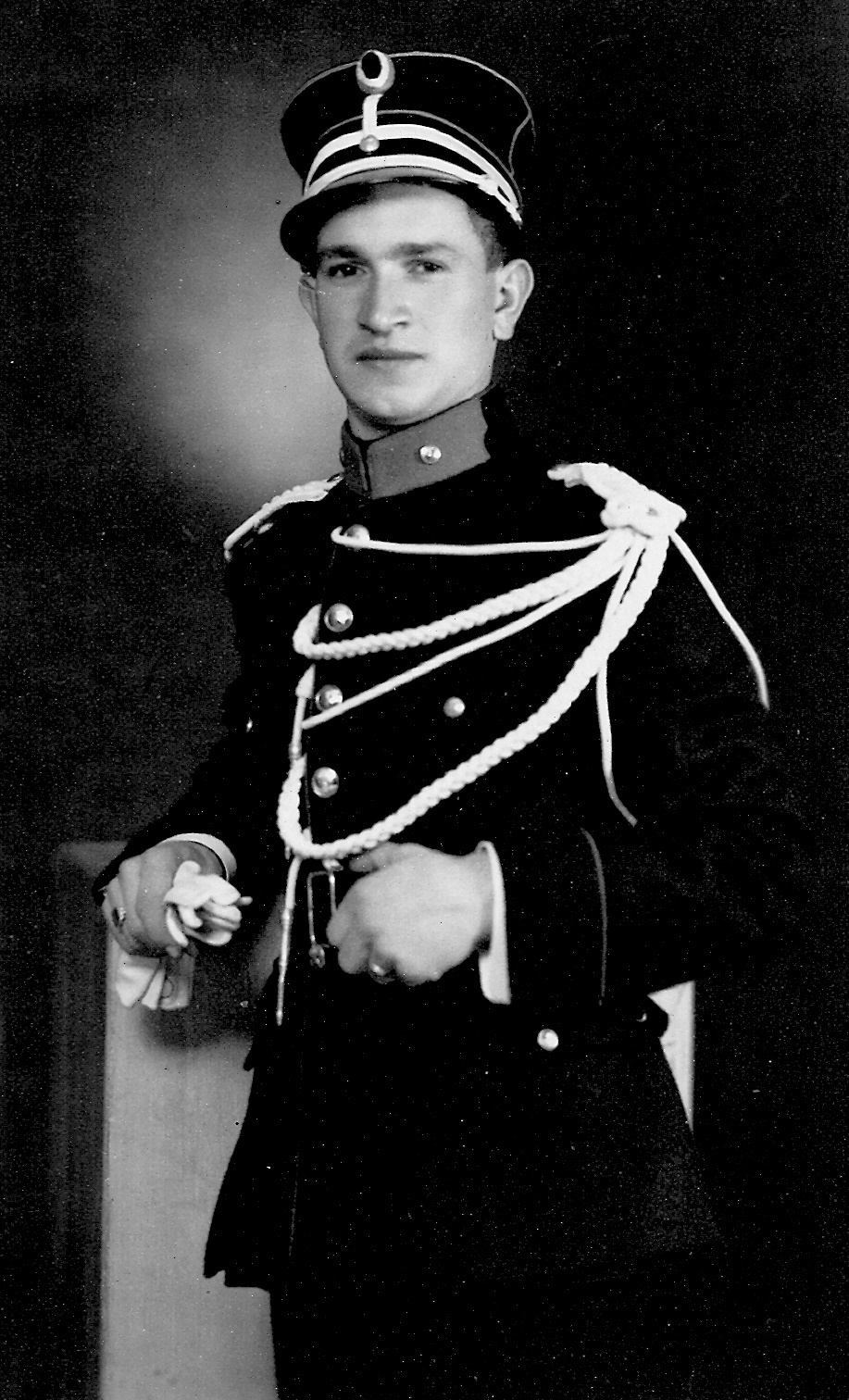
Een rijkswachter in 1947

De naoorlogse jaren brachten de Rijkswacht een aantal kleinere reorganisaties. In die jaren speelde het korps ook een belangrijke rol in de repressie, gaande van het opsporen en arresteren van collaborateurs over het meewerken aan de gerechtelijke onderzoeken en de processen, tot het uitvoeren van de doodstraffen door het leveren van executiepelotons.
Op 2 december 1957 werd de door de grondwet voorziene wet op de Rijkswacht gepubliceerd. Deze wet verving de tot dan bestaande, deels bijna 160 jaar oude wetgeving uit de Franse en Nederlandse periodes. De wet bevestigde het militaire karakter van de Rijkswacht, maar creëerde een autonomie van de Landmacht, waarvan het korps tot dan toe deel uitmaakte. De Rijkswacht werd toen een afzonderlijke krijgsmacht, afhankelijk van de uitvoerende macht, onder de voogdij van de ministeries van Defensie, Binnenlandse Zaken en Justitie. De bevoegdheden strekten zich uit over het hele rijk en de Rijkswacht kreeg de verplichting om uit eigen initiatief op te treden wanneer misdaden de openbare rust, personen of eigendommen in gevaar brachten. De mogelijkheid om scholen op te richten werd in de wet voorzien.
In de jaren zestig werd de Rijkswacht geconfronteerd met belangrijke evoluties op maatschappelijk en technologisch vlak. Deze tijd werd gekenmerkt door een opmerkelijke toename van de zware, vaak georganiseerde criminaliteit: hold-ups, drugshandel, mensenhandel en terrorisme. Naast een toename van het personeelsbestand werd de Rijkswacht ook beter georganiseerd en uitgerust. Het Centraal Bureau voor Opsporingen (CBO) en de Bewakings- en Opsporingsbrigades (BOB) werden opgericht, het korps kreeg een dekkend radionet, de eerste computers deden hun intrede. Er werden speur- en drugshonden in gebruik genomen.
De jaren zeventig verliepen voor de Rijkswacht tamelijk rustig, maar de jaren tachtig brachten nieuwe en grotere problemen. Enerzijds leidden verschillende factoren ertoe dat de werkdruk op het korps sterk toenam. Brussel groeide uit tot een van de belangrijkste diplomatieke stedelijke agglomeraties van Europa, waardoor de nood aan permanente bescherming van gebouwen, inrichtingen en personen sterk steeg. De densiteit van het verkeer en het aantal daarmee verbonden interventies nam permanent toe. De sociale ontwikkelingen zorgden voor een toenemend aantal manifestaties en dus ook voor een toename van het aantal diensten ter handhaving van de openbare orde. Anderzijds werd de Rijkswacht geconfronteerd met een reële afname van de budgetten en een verlaging van het arbeidspotentieel door een vermindering van de wettelijke arbeidsduur. Hierdoor moest het korps permanent aan de grenzen van zijn capaciteit werken. Het kon door de beperkingen een aantal taken niet naar behoren uitvoeren en kreeg zowel intern als extern met ontevredenheid te kampen.

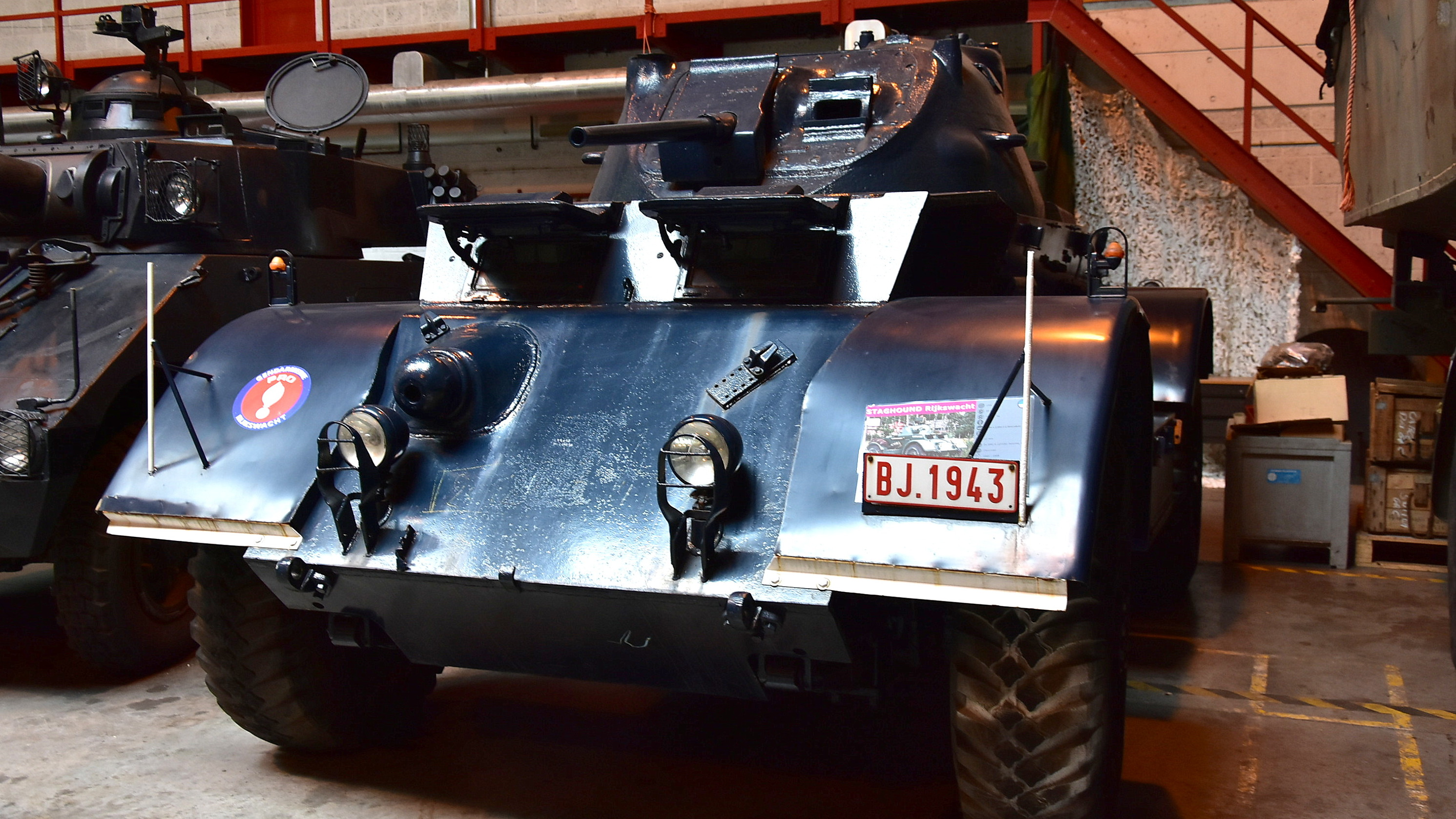
Staghound van de Belgische Rijkswacht in het Site Gunfire Brasschaat-Museum

Het land werd in die periode geconfronteerd met tot dan toe ongekende uitingen van georganiseerde criminaliteit: het is onder meer de periode van de aanslagen van de CCC (Cellules Communistes Combattantes), van de overvallen van de Bende van Nijvel, de Bende van Patrick Haemers en anderen. Door de ingewikkelde Belgische politiestructuur, waarbij de Rijkswacht, de Gerechtelijke Politie bij de Parketten, de Gemeentepolities en de Staatsveiligheid, met weinig gestructureerde coördinatie of overleg, parallelle onderzoeken voerden, bleven goede resultaten op gerechtelijk gebied uit. Ook met ordehandhaving, waarbij de bevoegdheid voornamelijk tussen de Rijkswacht en Gemeentepolitie werd verdeeld, ontstonden er problemen. Een voorbeeld hiervan is het Heizeldrama op 29 mei 1985, waarbij 39 voetbalsupporters het leven lieten. Zowel de Brusselse Gemeentepolitie als de Rijkswacht waren verantwoordelijk voor de orde in het Heizelstadion (elke dienst had een deel van het stadion onder haar controle: de gemeentepolitie in het stadion en de Rijkswacht rond het stadion), maar mede door een gebrek aan communicatie en coördinatie tussen de Rijkswachtpelotons waren de rellen niet in te dijken.
Rijkswacht en Politie hadden elk een eigen en totaal afzonderlijk radio- en communicatienetwerk en van samenwerken was geen sprake.
Als gevolg van de grote problemen waarmee de organisatie geconfronteerd werd volgden enkele interne wijzigingen (reorganisaties) en begon de Rijkswacht aandacht te besteden aan de 'public relations' met de invoering van een persofficier (1991) om 'beter uit te leggen' waarom bepaalde acties genomen werden.
Ook op politiek vlak gebeurde er veel: op 5 juni 1990 werd het Pinksterakkoord afgesloten. Men besloot de Rijkswacht te demilitariseren, en een “algemene politiedienst met bevoegdheid over geheel het Rijk voor de bestuurlijke en de gerechtelijke politie” op te richten.

### 1992-2000

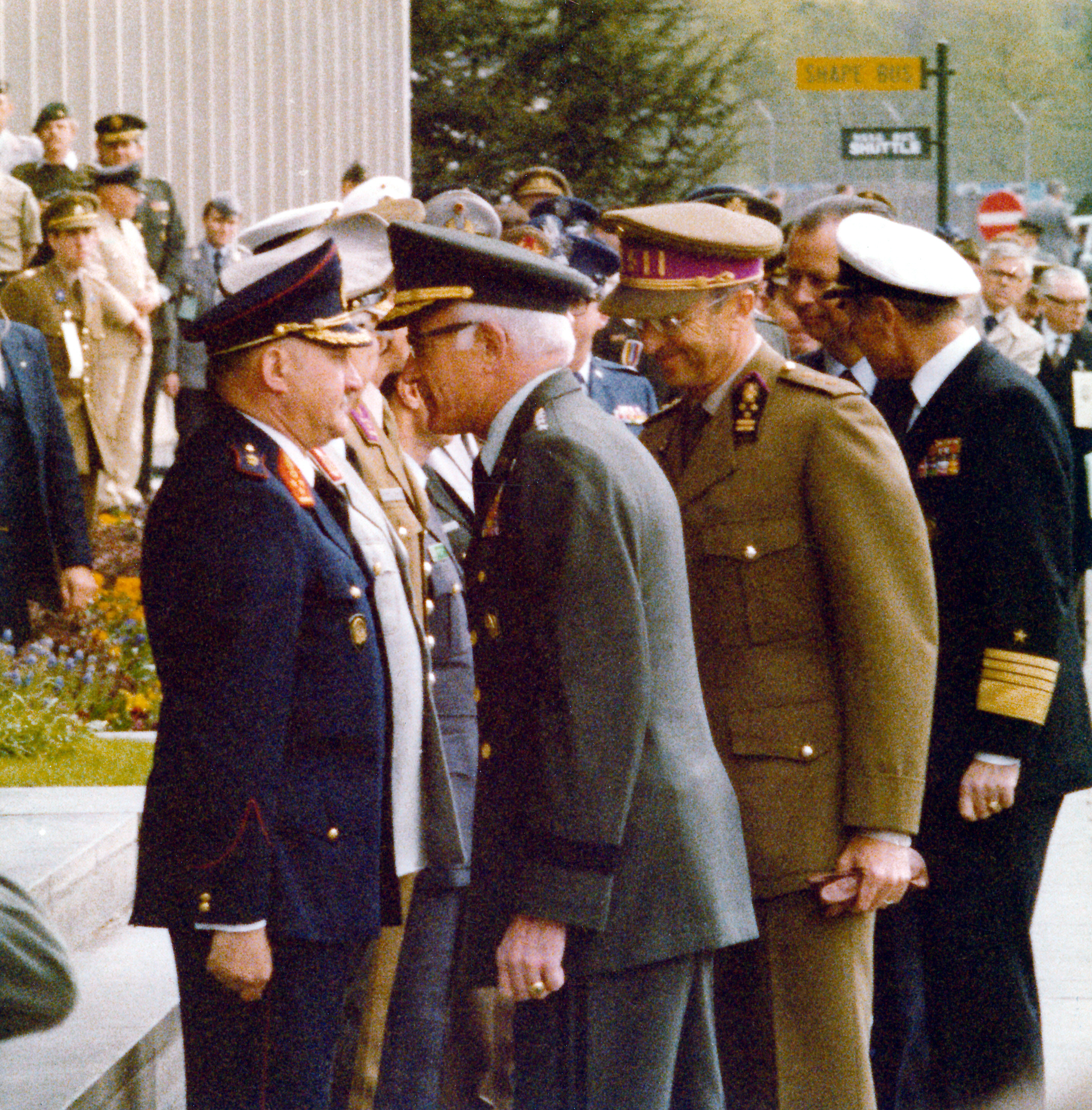

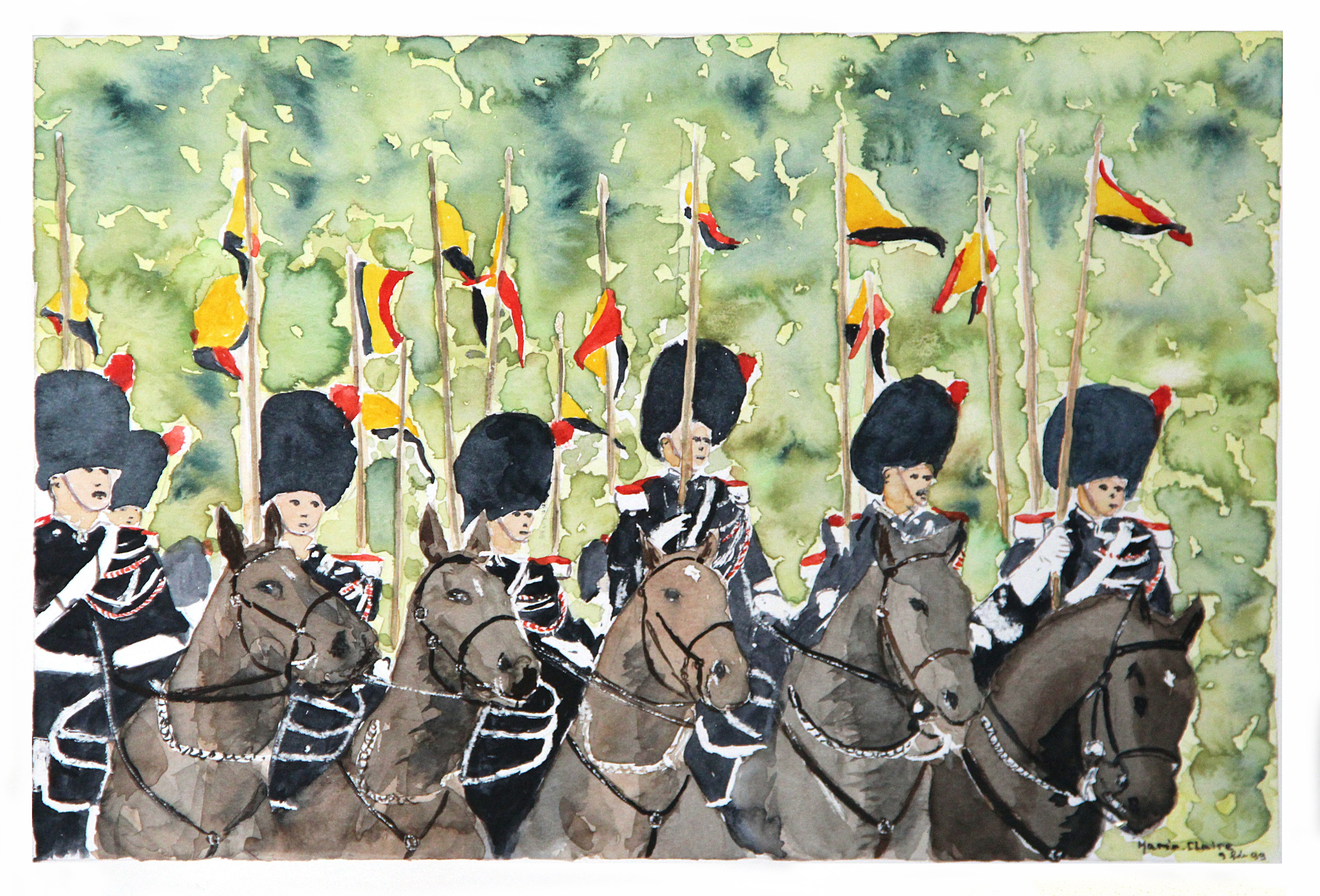
Koninklijk escorte te paard, 21 juli 1989.

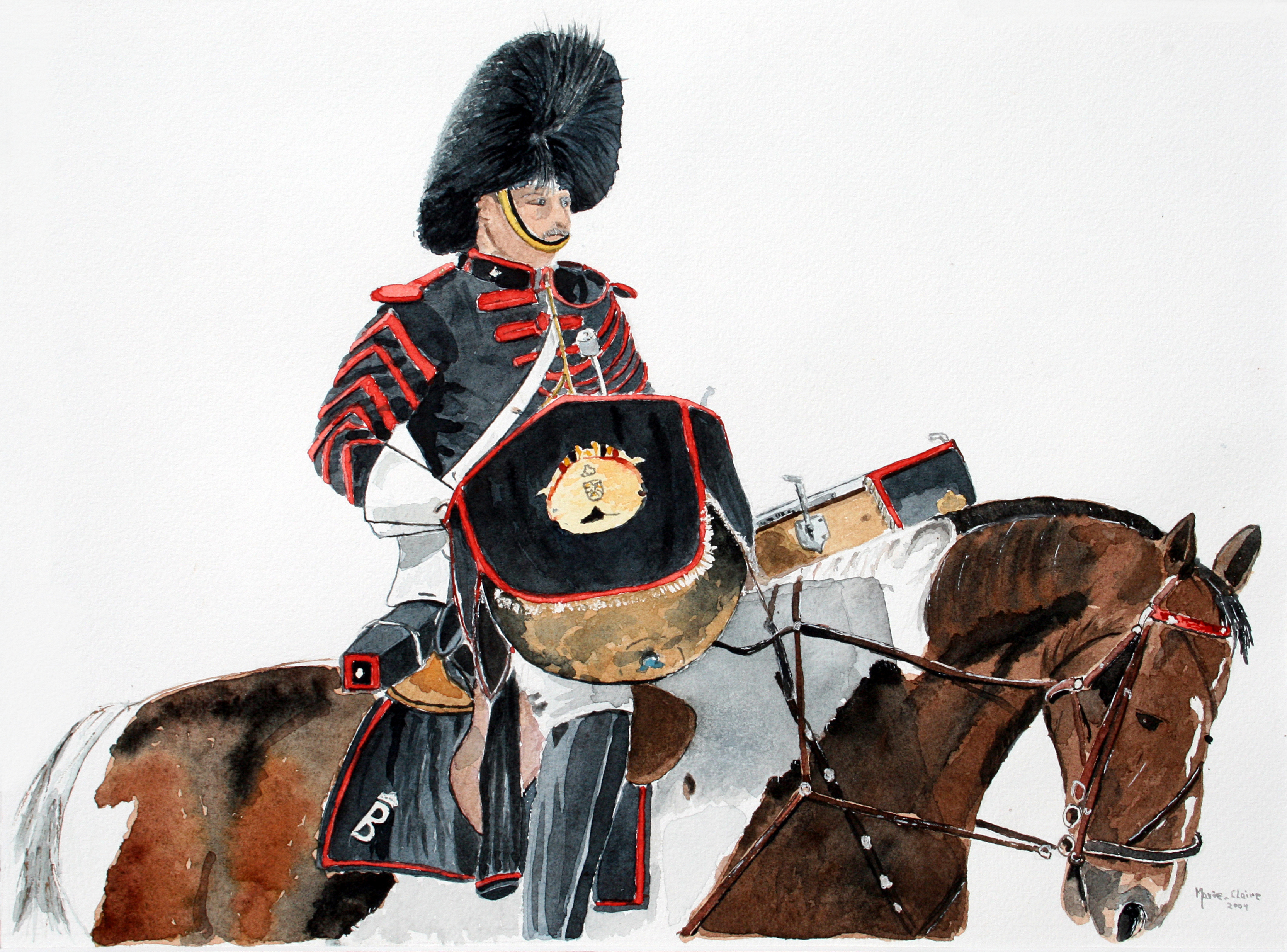
Paukenist van de Koninklijke escorte te paard, 21 juli 1989.

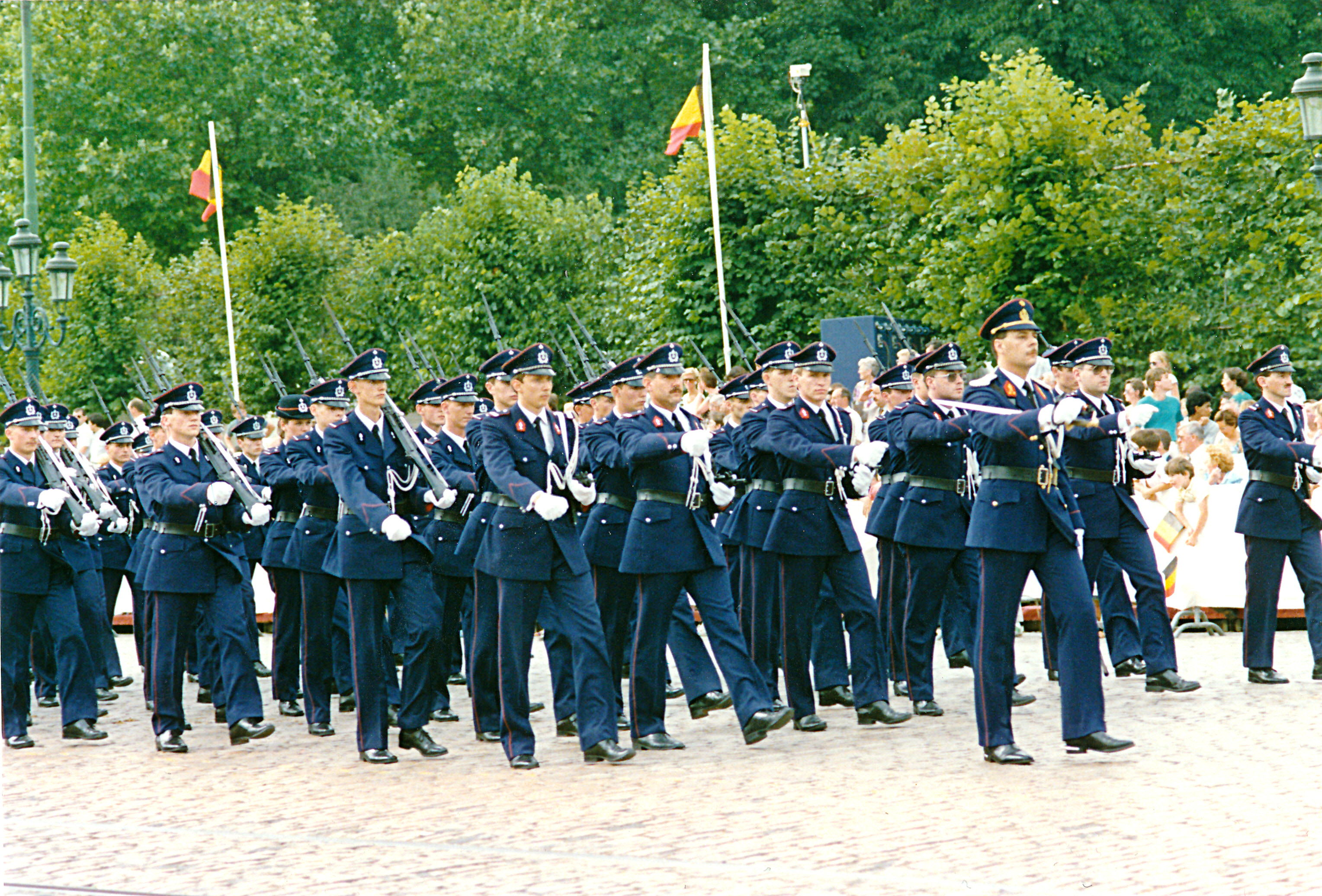
Studenten van de Koninklijke School van de Rijkswacht op 21 juli 1989 in Brussel.

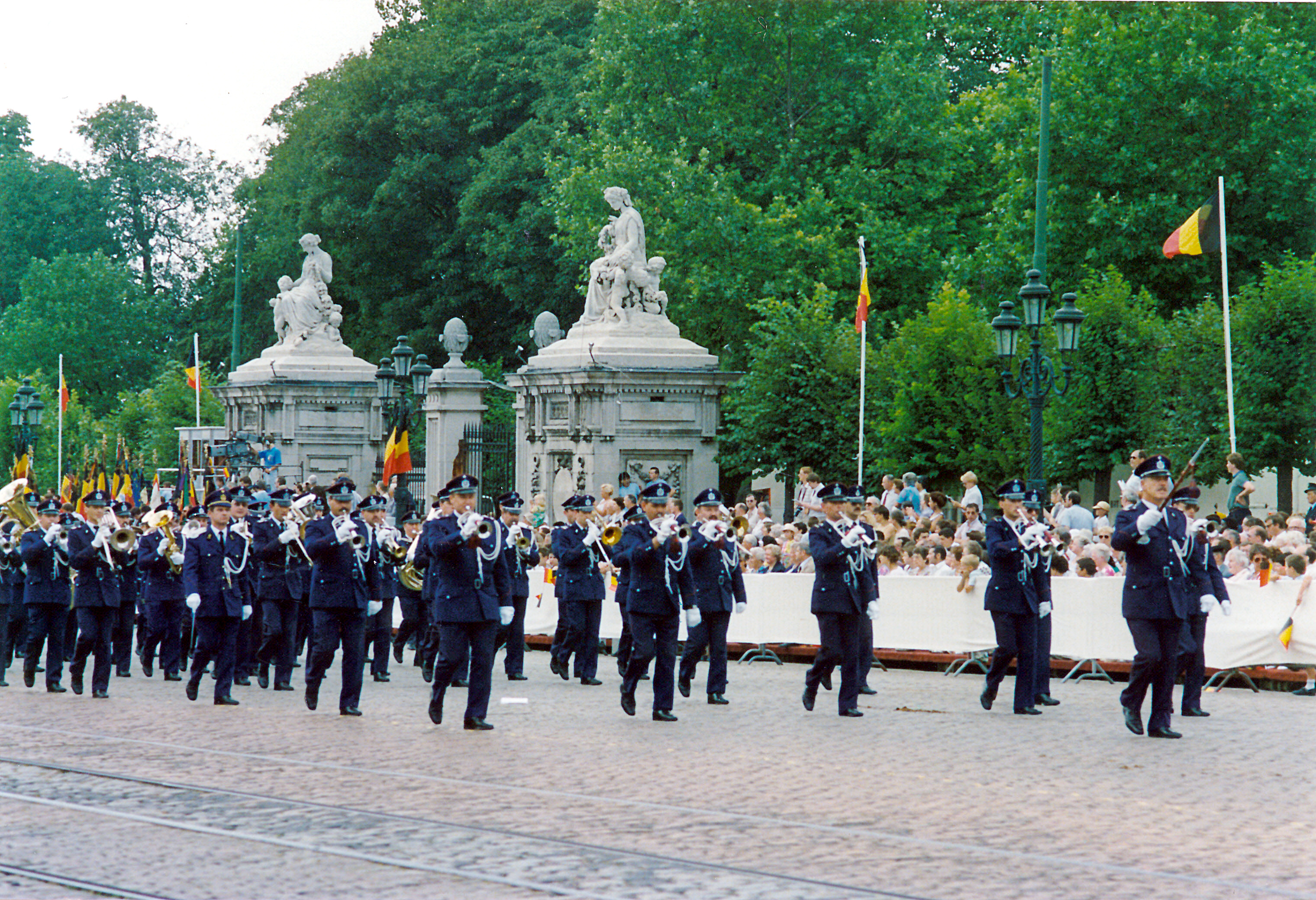
Muziek van de rijkswacht op 21 juli 1989 in Brussel.

Het Pinksterakkoord werd bereikt in een periode toen de Berlijnse Muur viel. Zo kon de Rijkswacht, waarvan de getalsterkte deels meetelde in de NAVO-machten, haar militaire opdrachten laten vallen.
De belangrijkste wijzigingen waren:

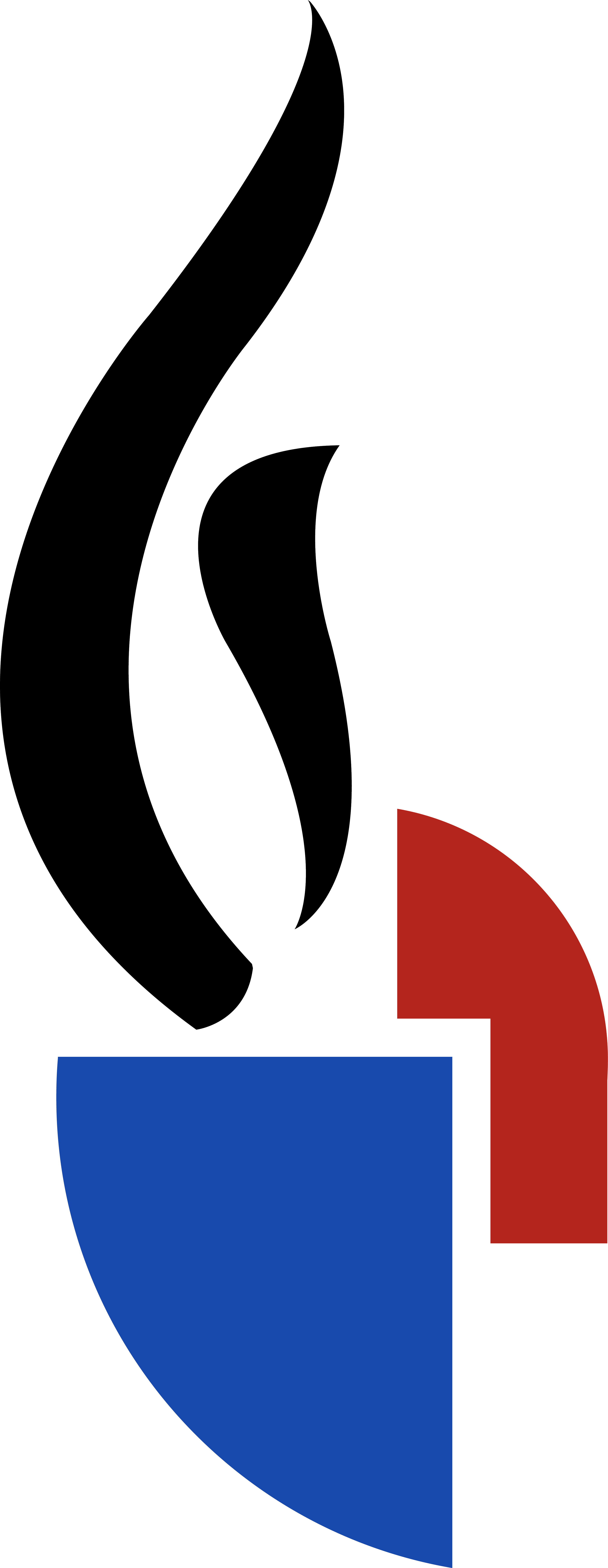
Logo na 1996

- de Rijkswacht verloor haar militair karakter, en alle militaire opdrachten vervielen
- het personeel kreeg een burgerlijk statuut, en was niet langer meer militair
- de Rijkswacht werd opgesplitst in een “Operationeel korps” en een “Administratief en Logistiek Korps (Calog)”. Deze laatste leverden ondersteunende diensten (tot dan toe vooral door militairen gedetacheerd bij de Rijkswacht vervuld), maar zijn leden hadden geen politiebevoegdheid of -statuut
- de Rijkswacht viel vanaf dan onder het toezicht van de minister van Binnenlandse Zaken (en onder medetoezicht van de minister van Justitie)
- de territoriale organisatie (districten) werden aangepast aan die van de gerechtelijke arrondissementen

De wet die dit alles regelde werd afgekondigd op 18 juli 1991 en trad in voege op 1 januari 1992.
Daarnaast was er de wet op het politieambt van 5 augustus 1992, eveneens een onderdeel van het “Pinksterplan”, die op 1 januari 1993 van kracht werd. Deze wet had tot doel om het wettelijk kader waarbinnen de politiediensten optraden duidelijk te formuleren. Zij bepaalde en voorzag, onder meer:
- het wettelijk kader, waarbinnen de politiezorg uitgeoefend en aanvaard moest worden,
- de grondbeginselen inzake het gezag over en de leiding van de politiediensten. Er kwam een harmonisatie tussen de bevoegdheidsgebieden en verantwoordelijkheden van de politie en van de administratieve autoriteiten,
- de fundamentele doelstellingen van de politiedienst, namelijk de bescherming van de rechten en de vrijheden van het individu, en de bescherming van de democratische maatschappij,
- de gevallen waarin de politie dwang mag uitoefenen,
- het kader voor een samenwerking en coördinatie tussen de verschillende politiediensten,
- een betere juridische bescherming van de politieambtenaren.

Als gevolg van deze twee wetten werd de werking van de Rijkswacht aangepast: er werd een onderscheid gemaakt tussen de delen die zich bezighielden met de algemene basispolitiezorg en de afdelingen welke zich bezighouden met een gespecialiseerde politiezorg.
De basispolitiezorg was er vooral op gericht om de burger het gevoel te geven dat de politie er voor hem is en om zijn onmiddellijke problemen aan te pakken. Daarvoor werden zowel in de organisatie als in de opleiding maatregelen genomen die ertoe moesten leiden dat de politiedienst beter geïntegreerd werd in de bevolking door het verhogen van de beschikbaarheid en de snelheid van de interventies. Door het toepassen van de principes van “community policing” werd getracht het veiligheidsgevoel te verbeteren, onder meer door het aanpakken van de “kleine criminaliteit” die als storend ervaren werd. Om dit te bereiken werden een aantal organisatie-niveaus aangepast, de opdrachten van de territoriale groepen van de provincies en van de districten gewijzigd. Daarnaast werd de autonomie van de brigades vergroot, zodat deze laatsten beter konden inspelen op de lokale behoeften.
Om de samenwerking tussen de lokale politiediensten te verbeteren werden er vanaf 1995 “Interpolitiezones” opgericht. Binnen zulke zone, die meestal enkele gemeentes omvatte, zorgde een coördinatie tussen de gemeentelijke politie en de Rijkswacht voor een permanente en volledige basiszorg en werd ernaar gestreefd om de beschikbare middelen van de korpsen beter in te zetten. Met de wet van 3 april 1997 kregen de burgemeesters meer zeggenschap over het functioneren van de lokale afdelingen van de Rijkswacht, waardoor de politiezorg beter aangepast werd aan de lokale noden en politiek.
Ook inzake gespecialiseerde politiezorg vonden er een aantal aanpassingen plaats. De opdrachten en verantwoordelijkheden van de BOB's en hun samenwerking met de plaatselijke politiediensten werden aangepast. Het CBO werd gereorganiseerd en begon te werken met zogenaamde programma's die zich op een specifieke problematiek zoals terrorisme of internationale drugshandel concentreerden.
Door al deze maatregelen werd de samenwerking tussen de gemeentelijke politie en de Rijkswacht veel verbeterd, maar bleven enkele fundamentele problemen in het Belgische politielandschap bestaan: binnen eenzelfde territorium bleven er meerdere politiediensten (gemeentepolitie, Rijkswacht, gerechtelijke politie...) met overlappende en vaak dezelfde opdrachten en bevoegdheden. De budgetten bleven versnipperd en de middelen waren vaak slecht verdeeld. Zelfs indien iedere dienst zijn opdracht optimaal uitvoerde bleef het geheel sub-optimaal.
Vooral de samenwerking en de doorstroming van inlichtingen tussen de gerechtelijke politie bij de parketten en de Rijkswacht functioneerde veel te vaak niet of slecht.
Deze tekortkomingen kwamen in 1996 op dramatische wijze in de openbaarheid met de zaak-Dutroux. Een betere samenwerking tussen de politiediensten, maar ook tussen verschillende parketten, had er misschien kunnen toe leiden dat Marc Dutroux vroeger zou geïdentificeerd worden als dader van ontvoeringen en zo hadden nieuwe ontvoeringen en moorden misschien verhinderd kunnen worden, maar dit blijft een losse speculatie.
Het werd duidelijk dat een fundamentele hertekening van het politielandschap in België er zou en moest komen. De kortstondige ontsnapping van Dutroux, onder bewaking van twee rijkswachters in het gerechtsgebouw van Neufchateau, tijdens de inzage van zijn dossier op 23 april 1998, vormde de katalysator voor de grote politiehervorming, die het einde van de Rijkswacht en de andere politiediensten zou betekenen.
Op 23 mei 1998 sloten de vier politieke partijen die de meerderheid vormden (CVP, PS, PSC, en SP) een akkoord met vier oppositiepartijen (FDF, PRL, VLD, en VU) over de toekomstige inrichting van de politie in België. Dit akkoord, met verwijzing naar de acht (octo) partijen dat het afsloot, Octopus-akkoord genoemd, voorzag in de oprichting van een geïntegreerde politiedienst op twee niveaus:
- op lokaal niveau, in elke politiezone, één enkele politie die de volledige basispolitiezorg verzekert (de lokale politie),
- op federaal niveau, een enkele politiedienst, die de lokale politie ondersteunt en gespecialiseerde functies uitoefent (de federale politie).

De nieuwe politieorganisatie werd op 1 april 2001 ingevoerd. De meeste rijkswachters van de brigades gingen op die dag over naar de lokale politie, de meeste leden van de BOB's en van de generale staf van de Rijkswacht gingen over naar de federale politie. De leiding van de federale politie is steeds in handen van oud-rijkswachtofficieren geweest.
Luitenant-generaal Herman Fransen, de laatste commandant van de Rijkswacht, werd de eerste commissaris-generaal van de federale politie. Hij werd in 2007 opgevolgd door hoofdcommissaris Fernand Koekelberg, die in 2011 ontslag nam. Hij werd tijdelijk vervangen door hoofdcommissaris Paul Van Thielen. Op 1 maart 2012 werd commissaris-generaal a.i. Van Thielen opgevolgd door hoofdcommissaris Catherine De Bolle. Zij was voorheen kapitein bij de Rijkswacht geweest. Hoofdcommissaris Catherine De Bolle trad in mei 2018 in functie als Directeur van Europol in Den Haag. Eerste hoofdcommissaris Claude Fontaine verving haar tot 15 juni 2018. Eerste Hoofdcommissaris Marc De Mesmaeker, die vanaf 1 mei 2015 de directeur- generaal van het Middelenbeheer en de Informatie was, werd op 15 juni 2018 benoemd tot commissaris-generaal. Marc Demesmaeker is jurist en criminoloog en was voor de politiereorganisatie eveneens rijkswachtofficier.

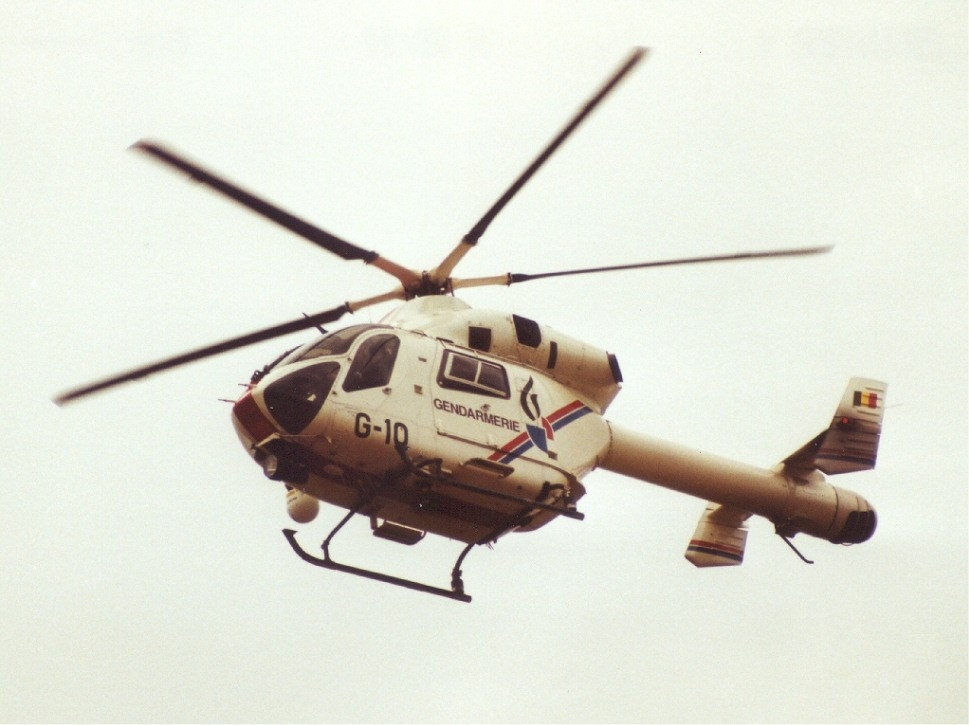
Helikopter McDonnell Douglas MD-900 in de kleuren van de rijkswacht

## Graden bij de Rijkswacht
Bij de Rijkswacht werden militaire rangen gebruikt om het personeel in te delen. Als men aan de basisopleiding begon werd de kandidaat-rijkswachter onmiddellijk "rijkswachter". Na zes maanden opleiding werd de kandidaat aangesteld tot "brigadier" en na een jaar, na het slagen in de opleiding werd men wachtmeester. Dit was de basisrang voor het operationele personeel terwijl "rijkswachter en brigadier" rangen waren die enkel in de Koninklijke Rijkswachtschool werden gehanteerd. Na 12 jaar succesvolle dienst volgde de aanstelling tot "eerste wachtmeester". Dit bleef men in principe tot het einde van de carrière. De rijkswachters in deze rang waren agent van gerechtelijke politie.
Men kon er ook voor kiezen om keuronderofficier te worden. Dit kon na een opleiding van drie jaar of na een aantal jaren ervaring via sociale promotie. De basisgraad was opperwachtmeester waarna "eerste opperwachtmeester" volgde. Om verder te kunnen promoveren moesten er cursussen gevolgd worden en examens afgelegd en werd men adjudant en later "adjudant-chef", dit waren de hoofdonderofficieren. Ze konden de leiding hebben van een kleine of middelgrote brigade. "Opperwachtmeesters" en "eerste opperwachtmeesters" konden bijvoorbeeld een team of sectie leiden binnen zo'n brigade. De keur- en hoofdonderofficieren waren officier van gerechtelijke politie en hadden dus een grotere gerechtelijke bevoegdheid dan de agenten van gerechtelijke politie.
Rijkswachtofficier kon men worden door een officierenopleiding te volgen. Oorspronkelijk bestond deze opleiding uit een vijf jaar durende studie. Later werd de officierenopleiding via rechtstreekse rekrutering na de universiteit en daarnaast via een sociale promotie, waarbij keuronderofficieren tot officier gevormd werden, toegevoegd.
De eerste twee jaren van de klassieke opleiding volgde men de opleiding aan de Koninklijke Militaire School (KMS), in de afdeling "Alle Wapens" (Bachelor Militaire en Sociale Wetenschappen) of Polytechniek (burgerlijk ingenieur, nu MSc) waar men bijkomende rijkswachtcursussen kreeg. Daarna gingen de officieren BSc (KMS) nog twee jaar naar de "universitaire centra" van de Koninklijke Rijkswachtschool. Deze centra waren in Gent (voor de Nederlandstaligen) en in Luik (voor de Frans- en Duitstaligen) gevestigd. Men volgde er enerzijds een licentiaat nu Master in de Criminologische Wetenschappen aan de universiteiten en anderzijds een professionele vorming. Ten slotte volgde men nog een vijftien maanden durende scholing aan de "Applicatieschool" van de Koninklijke Rijkswachtschool in Elsene. Tijdens de opleiding werd de kandidaat-officier achtereenvolgens aangesteld tot wachtmeester (bij het begin), tot adjudant (na een jaar) en tot onderluitenant (na twee jaar). Bij het succesvol afsluiten van de opleiding werd de kandidaat, met terugwerkende kracht tot zijn aanstelling, benoemd tot onderluitenant. Na vier jaar werden de onderluitenants bevorderd tot luitenant, nogmaals vier jaar later tot kapitein en dan vijf jaar later tot kapitein-commandant. Ze vormden de categorie van de lagere officieren.
Ongeveer acht jaar na het afsluiten van de officiersscholing werden de officieren opgeroepen om deel te nemen aan de voorbereidingen voor en de deelname aan het "majoorsexamen". Ze werden "kandidaat-majoor" (dit was geen officiële benaming). Eerst moesten zij een bewijs leveren de professionele kennis van de tweede landstaal te bezitten. Ze konden dit door het afleggen van een specifiek taalexamen of door het voorleggen van een diploma van een volledige universitaire opleiding in de andere landstaal. Bovendien moesten zij examens afleggen over de voortgezette kennis in militaire vakken, de tactieken van de handhaving en herstel van de openbare orde en over het management. De officieren die dit succesvol afrondden konden door het zogenoemde "wapencomité" voorgesteld worden voor benoeming tot de graad van majoor. De verdere bevorderingen gebeurden door de minister, nadat er een aantal plaatsen voor de hogere graad ter beschikking kwamen en bij middel van beoordelingen en keuze. De hoofdofficieren waren naast majoor, verder nog luitenant-kolonel en kolonel; de opperofficieren: generaal-majoor en luitenant-generaal. De algemeen bevelhebber, commandant van de Rijkswacht genoemd, en de inspecteur-generaal van de Rijkswacht, droegen doorgaans de graad van luitenant-generaal.

## Officieren van de Belgische Rijkswacht
|                    |                 |         |                   |        |                     |          |           |                |
| Luitenant-Generaal | Generaal-Majoor | Kolonel | Luitenant-Kolonel | Majoor | Kapitein-Commandant | Kapitein | Luitenant | Onderluitenant |

## Onderofficieren van de Belgische Rijkswacht
|               |          |                          |                   |                     |              |
| Adjudant-Chef | Adjudant | Eerste Opperwachtmeester | Opperwachtmeester | Eerste Wachtmeester | Wachtmeester |

## Personeel in opleiding binnen de Belgische Rijkswacht
|           |              |
| Brigadier | Rijkswachter |